# Volvo Treasury
Volvo Treasury Aktiebolag är ett dotterbolag till AB Volvo med två parallella roller – en är att generera inkomster genom aktiva positionstagningar på olika finansiella marknader och den andra är att leverera kompletta internbanktjänster till Volvokoncernen. Båda rollerna är lika betydelsefulla för Volvo Treasurys framgång inom Volvokoncernen.
De senaste 20 åren har Volvo Treasury gått ifrån att vara ett rent vinstdrivet företag till att bli ett mer dynamiskt service center för Volvokoncernen. Volvo Treasurys huvudkontor ligger i Göteborg, Sverige och dotterbolag finns i Greensboro i North Carolina i USA samt i Singapore.